# Son Servera
Son Servera är en kommun i Spanien. Den ligger i den autonoma regionen Balearerna i östra delen av landet. Antalet invånare är 12 261 (2024). Son Servera ligger på ön Mallorca.